# Gruppenfreistellungsverordnung
Eine Gruppenfreistellungsverordnung ist eine Verordnung im Sinne von Art. 288 des Vertrags über die Arbeitsweise der Europäischen Union (AEU-Vertrag) und ist als solche Bestandteil des – sekundären – europäischen Unionsrechts.
Durch eine Gruppenfreistellungsverordnung werden bestimmte Gruppen von wettbewerbsbeschränkenden
- Vereinbarungen zwischen Unternehmen,
- Beschlüssen von Unternehmensvereinigungen oder
- abgestimmten Verhaltensweisen von Unternehmen und/oder Unternehmensvereinigungen

unter bestimmten, in der Verordnung weiter bestimmten Voraussetzungen vom grundsätzlichen Verbot wettbewerbsbeschränkender Vereinbarungen und Verhaltensweisen (Kartellverbot) aus Artikel
101 AEU-Vertrag
(ehemals Art. 81 EG-Vertrag) ausgenommen. Die Gruppenfreistellungsverordnung konkretisiert dabei für die betroffene Gruppe verbindlich die in Art. 101 Absatz 3 AEU-Vertrag enthaltenen, sehr allgemein gehaltenen Voraussetzungen, unter denen eine wettbewerbsbeschränkende Vereinbarung oder Verhaltensweise vom Kartellverbot ausgenommen ist. Gruppenfreistellungsverordnungen sind insofern Bestandteil des europäischen Wettbewerbsrechts.

## Anwendungsbereich
Gruppenfreistellungsverordnungen sind grundsätzlich nur für wettbewerbsbeschränkende Praktiken von Bedeutung, die unter das europäische Kartellverbot aus Artikel 101 AEUV (ehemaliger Artikel 81 EG-Vertrag) fallen. Gruppenfreistellungsverordnungen gelten daher grundsätzlich nur für

„Vereinbarungen zwischen Unternehmen, Beschlüsse von Unternehmensvereinigungen und aufeinander abgestimmte Verhaltensweisen, die geeignet sind, den Handel zwischen Mitgliedstaaten zu beeinträchtigen, und eine Verhinderung, Einschränkung oder Verfälschung des Wettbewerbs innerhalb des Gemeinsamen Marktes bezwecken oder bewirken.“

Darüber hinaus enthalten die einzelnen Gruppenfreistellungsverordnungen weitere Beschränkungen ihres individuellen Anwendungsbereichs. So gilt beispielsweise die Gruppenfreistellungsverordnung für vertikale Vereinbarungen nur für

„Vereinbarungen oder Verhaltensweisen zwischen zwei oder mehr Unternehmen, von denen jedes zwecks Durchführung dieser Vereinbarung auf einer unterschiedlichen Produktions- oder Vertriebsstufe tätig ist, und die die Bedingungen betreffen, zu denen die Parteien bestimmte Waren oder Dienstleistungen beziehen, verkaufen oder weiterverkaufen können.“

Das deutsche Gesetz gegen Wettbewerbsbeschränkungen nimmt in § 2 Abs. 2 GWB direkt auf die Gruppenfreistellungsverordnungen Bezug, sodass die Freistellungsverordnungen auch für rein deutsche Sachverhalte entsprechende Anwendung finden.
In Österreich ermöglicht § 3 Kartellgesetz die Erlassung von Gruppenfreistellungsverordnungen, um Gruppen von Kartellen vom Kartellverbot auszunehmen; dabei kann auf die jeweils geltende Fassung einer Verordnung des Gemeinschaftsrechts verwiesen werden. In Österreich wurde eine solche Verordnung aber noch nicht erlassen.

## Aufbauprinzipien
Moderne Gruppenfreistellungsverordnungen bestehen üblicherweise aus
- einer genauen Beschreibung derjenigen Vereinbarungen, Beschlüsse und Verhaltensweisen, die unter die Verordnung fallen,
- den Voraussetzungen, unter denen derartige Vereinbarungen, Beschlüsse und Verhaltensweisen vom Kartellverbot ausgenommen sein sollen. Dazu gehört grundsätzlich eine Marktanteilsgrenze. Überschreiten die beteiligten Unternehmen oder Unternehmensvereinigungen diese Marktanteilsgrenze, so ist die Gruppenfreistellungsverordnung in diesem Fall nicht mehr anwendbar.
- einer Liste von Hardcore-Wettbewerbsbeschränkungen, die in keinem Fall in den Genuss der Freistellung vom Kartellverbot nach der Gruppenfreistellungsverordnung kommen (sog. „Black List“),
- der Befugnis der Europäischen Kommission, den beteiligten Unternehmen oder Unternehmensvereinigungen die Freistellung im Einzelfall zu entziehen.

## Wirkungen
Wettbewerbsbeschränkende Vereinbarungen, Beschlüsse und Verhaltensweisen, die in den Anwendungsbereich der Gruppenfreistellungsverordnung fallen und alle Freistellungsvoraussetzungen erfüllen, sind vom Kartellverbot aus Artikel 101 AEU-Vertrag ausgenommen. Sie sind insbesondere nicht nach Artikel 101 Absatz 2 AEU-Vertrag unwirksam und können auch nicht mit Bußgeld geahndet werden.
Vereinbarungen, Beschlüsse und Verhaltensweisen, die nicht unter eine Gruppenfreistellungsverordnung fallen, weil sie etwa schon nicht in den Anwendungsbereich der Verordnung fallen, oder zwar in ihren Anwendungsbereich fallen, aber die Freistellungsvoraussetzungen nicht erfüllen, sind deshalb aber nicht automatisch nach Artikel 101 AEU-Vertrag verboten. In solchen Fällen muss vielmehr im Einzelfall geprüft werden, ob die Verbotsvoraussetzungen aus Artikel 101 Abs. 1 AEU-Vertrag erfüllt sind und ob die allgemeinen Voraussetzungen aus Art. 101 Abs. 3 AEU-Vertrag, unter denen wettbewerbsbeschränkende Vereinbarungen, Beschlüsse und Verhaltensweisen vom Kartellverbot ausgenommen sind, gegeben sind.
Es ist grundsätzlich Aufgabe der Unternehmen zu überprüfen, ob eine Verhaltensweise durch Art. 101 Abs. 3 AEU oder eine Gruppenfreistellung gerechtfertigt ist. Nach Art. 10 der Verordnung (EG) Nr. 1/2003 kann die Kommission von Amts wegen jedoch die Nichtanwendbarkeit des Art. 101 AEU (ehemals Art. 81 EG-Vertrag) aus Gründen des öffentlichen Interesses feststellen. Diese Feststellung hat jedoch nur deklaratorischen Charakter und entfaltet weder bezüglich der Kommission noch nationaler Wettbewerbsbehörden Bindungswirkung.
Eventuell kann ein Unternehmen jedoch von der Möglichkeit eines Beratungsschreibens Gebrauch machen. Die Voraussetzungen eines solchen Schreibens, die die Kommission im Amtsblatt unter C 101/78 veröffentlicht hat, sind jedoch sehr eng gefasst. Ferner entfaltet auch dieses Schreiben keine Bindungswirkung.
In Einzelfällen kann die Kommission nach Art. 29 der Verordnung (EG) Nr. 1/2003 die Vorteile einer Gruppenfreistellung entziehen, sofern die Vereinbarung Wirkung entfaltet, die mit Art. 81 III EG unvereinbar ist.

## Vorhandene Verordnungen (unvollständig)
- Verordnung (EU) Nr. 1218/2010 der Kommission vom 14. Dezember 2010 (Spezialisierungsvereinbarungen)
- Verordnung (EU) Nr. 1217/2010 der Kommission vom 14. Dezember 2010 (Forschungs- und Entwicklungsvereinbarungen)
- Verordnung (EU) Nr. 267/2010 der Kommission vom 24. März 2010 (Versicherungsbranche)
- Verordnung (EU) Nr. 316/2014 der Kommission vom 21. März 2014 über die Anwendung von Artikel 101 Absatz 3 des Vertrags über die Arbeitsweise der Europäischen Union auf Gruppen von Technologietransfer-Vereinbarungen
- Verordnung (EU) Nr. 461/2010 vom 27. Mai 2010 (Kraftfahrzeug-Branche) und Bekanntmachung mit Erläuterung – Ergänzende Leitlinien für vertikale Beschränkungen in Vereinbarungen über den Verkauf und die Instandsetzung von Kraftfahrzeugen und den Vertrieb von Kraftfahrzeugersatzteilen. In: Amtsblatt der Europäischen Union.
- Verordnung (EU) Nr. 330/2010 vom 20. April 2010 (vertikale Vereinbarungen)

In einigen Fällen hat die Europäische Kommission zu den Gruppenfreistellungsverordnungen Bekanntmachungen veröffentlicht, die Leitlinien und Interpretationshilfen für die Anwendung der zugehörigen Gruppenfreistellungsverordnungen enthalten.